# Вас (город)
Вас (итал. Vas) — коммуна в Италии, располагается в провинции Беллуно области Венеция.
Население составляет 864 человека (2008 г.), плотность населения составляет 49 чел./км². Занимает площадь 18 км². Почтовый индекс — 32030. Телефонный код — 0439.
Покровителем коммуны почитается святой Леонард Ноблакский, празднование 6 ноября.

## Демография
Динамика населения:

## Администрация коммуны
- Официальный сайт: https://web.archive.org/web/20090316051526/http://www.feltrino.bl.it/opencms/comune.act?dir=%2Fopencms%2Fopencms%2FCMF%2FVas%2F